# Xã Valley, Quận Pottawattamie, Iowa
Xã Valley (tiếng Anh: Valley Township) là một xã thuộc quận Pottawattamie, tiểu bang Iowa, Hoa Kỳ. Năm 2010, dân số của xã này là 377 người.